# Мценский уезд

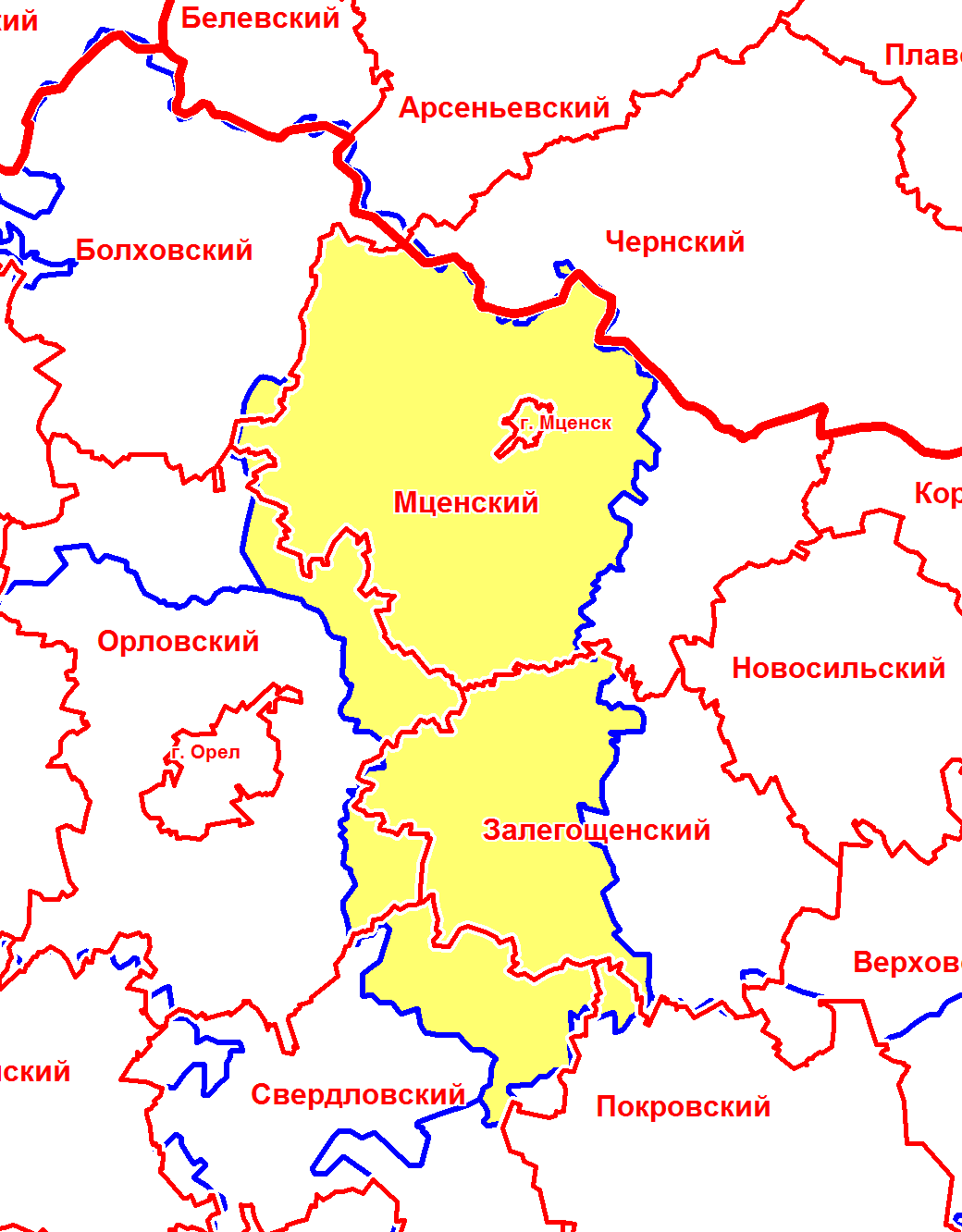
Мценский уезд в современной сетке районов

Мце́нский уе́зд — административно-территориальная единица в составе Орловской губернии, существовавшая в 1778—1924 годах. Уездный город — Мценск.

## География
Располагался к северо-востоку и востоку от города Орла; граничил с Чернским и Новосильским уездами Тульской губернии. Вытянут с севера на юг. Площадь уезда составляла 2124,2 кв. вёрст, или 221430,8 десятин.
Мценский уезд занимал часть верхнего течения реки Оки и нижнего течения р. Зуши, а в самом южном конце прорезан р. Неручем. Большая часть уезда расположена на площади, поднимающейся свыше 100 саженей, в южном конце свыше 120 сажень. Поэтому, хотя к северу от Мценска мы находим слияние Зуши с Окой, но здесь нет низин с заливными широкими пространствами, как при других русских реках. Напротив, берега рек обрывисты, утёсисты и скалисты. Уровни рек Оки и Зуши достигают 65—70, а Неруча 90 саженей. Поэтому среднее развитие рельефа составляет 30—40 саженей как для северной, так и для южной половины уезда.
Наиболее развитые куполообразные высоты находятся к северо-западу от Мценска, где высоты свыше 125 саженей, а уровень реки 67 саженей, следовательно, разность высот здесь 58 саженей.

## История
5 сентября 1778 года был создан Мценский уезд в составе Орловского наместничества (с 12 декабря 1796 года — Орловской губернии).
В начале XIX века Мценским уездным предводителем дворянства был Пётр Алексеевич Ермолов (1742—1833), отец известного российского генерала Алексея Петровича Ермолова.
Уезд упразднён 19 мая 1924 года, его территория передана в состав Орловского уезда Орловской губернии РСФСР.

## Геология
В геологическом отношении площадь Мценского уезда сложена однообразно. На всем протяжении р. Зуши выступают желто-бурые известняки, мергели и доломиты девонской системы. Притом, средний ярус яснее выражен в юго-восточной части, а верхний в северо-западном углу. Только отдельными небольшими лоскутами встречаются отложения юрских голубых глин, часто не в первичных отложениях, а перемытых, однако, переполненных типичными окаменелостями, что встречается преимущественно по р. Оптухе. Вблизи Орловско-Елецкой железной дороги попадаются песчаные образования с крепким песчаником. Барбот де Марни принимал их за меловые образования сеноманского яруса; однако точнее, по полной аналогии с тимскими отложениями, считать их за третичные (олигоцен; подробности по геологии см. в статьях Гельмерсена, Романовского, Барбота, Венюкова, Чернышева и др.).

## Реки
Так как в целом Мценский уезд находился между рекой Окой и большими высотами Чернского и Новосильского уездов Тульской губернии, то он представлял естественный долосклон, понижающийся к западу. И реки, бегущие с востока, как Зуша, отличаются особенной быстротой и крутизной берегов. Река Зуша протекает 120 вёрст; берёт начало в Новосильском уезде Тульской губернии; принимает 8 притоков. Судоходна от Мценска до слияния с Окой. Вследствие сильной излучистости и каменистости дна, судоходство по ней задерживалось, но 30 лет назад[уточнить] сделаны два канала для обхода отмелей. Суда — полубарки, подчалки, гусянки: самые большие, гусянки (или гусяны), имеют в длину 32 сажени и 7 саженей в ширину; подымают до 35 тысяч пудов.

## Население
Жителей (без города) к 1 января 1896 года — 99218 (49033 мужчины и 50185 женщин): дворян — 565, духовного сословия — 483, почётных граждан и купцов — 589, мещан — 1319, военного сословия — 3671, крестьян — 92512, прочих сословий — 79. Православных — 98983, раскольников — 108, католиков — 43, протестантов — 10, евреев — 49, магометан — 8, прочих исповеданий — 16.

## Административное деление
В 1890 году в состав уезда входило 14 волостей
| № п/п | Волость       | Волостное правление    | Число селений | Население |
| ----- | ------------- | ---------------------- | ------------- | --------- |
| 1     | Башкатовская  | с. Башкатово           | 35            | 6288      |
| 2     | Богородицкая  | с. Богородицкое        | 27            | 7718      |
| 3     | Воинская      | с. Воинские Выселки    | 38            | 6913      |
| 4     | Городищенская | с. Никольское Городище | 24            | 5879      |
| 5     | Долговская    | с. Долгое              | 33            | 7024      |
| 6     | Ковергинская  | с. Казанское           | 45            | 6752      |
| 7     | Михайловская  | с. Михайловское        | 29            | 7632      |
| 8     | Побединская   | д. Победная            | 26            | 5500      |
| 9     | Покровская    | с. Бортное             | 23            | 6214      |
| 10    | Стрелецкая    | сл. Стрелецкая         | 32            | 5068      |
| 11    | Тельченская   | с. Тельчье             | 51            | 11209     |
| 12    | Троицкая      | с. Троицкое            | 17            | 6560      |
| 13    | Чахинская     | д. Чахино              | 33            | 5910      |
| 14    | Чичиневская   | с. Чичинево            | 21            | 5604      |

В 1913 году уезд подразделялся на те же 14 волостей.

## Экономика
Всего в уезде на начало XX века было 394 фабрик и заводов, с производством на сумму 172870 рублей; из них мукомолен на сумму 44465 р., маслобоен 15 — на 12300 р. и винокуренных заводов 2 — на 148320 р. Среднегодовой урожай ржи составлял 2430000 пудов с 47850 десятин, пшеницы 125870 пд. с 1830 дес., овса 1800000 пд. с 42150 дес., ячменя 1125 пд. с 30 дес., гречихи 85000 пд. с 3450 дес., проса 75000 пд. с. 1400 дес., гороха 8712 пд. с 175 дес., картофеля 1610000 пд. с 3550 дес. Начальных училищ 31 (одно на 3201 чел.); учащихся 1627 чел. (1425 мальчика и 202 девочки) — 1 учащийся на 61 чел. Средства содержания школ — 5036 р. Больниц 3, с 26 кроватями. Церквей 60 (41 камен. и 19 дерев.). Количество скота в 1895 году: лошадей 32400, рогатого скота 15812 голов, овец 53475, свиней 9130 голов. Земские доходы в 1895 г. достигали 60870 р., расходы — 55236 р., в том числе на управление 7230 р., на народное образование 5150 р., на врачебную часть 15365 р. Кустарные промыслы — кружевной и изделия из пеньки.
В 1892 году считалось в уезде усадебной земли 8649 десятин, пахотной — 156898 дес., сенокоса — 13692 дес., выгона — 4205, леса и кустарника — 13655 десятин, крестьянской надельной земли — 96268 десятин. Крестьянских дворов — 13833, селений — 434. Казённой земли — 440 десятин.